# グッサンヴィル
グッサンヴィル （Goussainville）は、フランス、イル＝ド＝フランス地域圏、ヴァル＝ドワーズ県の都市。

## 地理
グッサンヴィルはパリ北部の郊外、県東部にある。シャルル・ド・ゴール国際空港に近い。

## 交通
- 鉄道 - RER D線グッサンヴィル駅、デ・ヌエ駅
- 道路 - フランシリエンヌ道路（fr）、A1、RD47、RN17

## 歴史

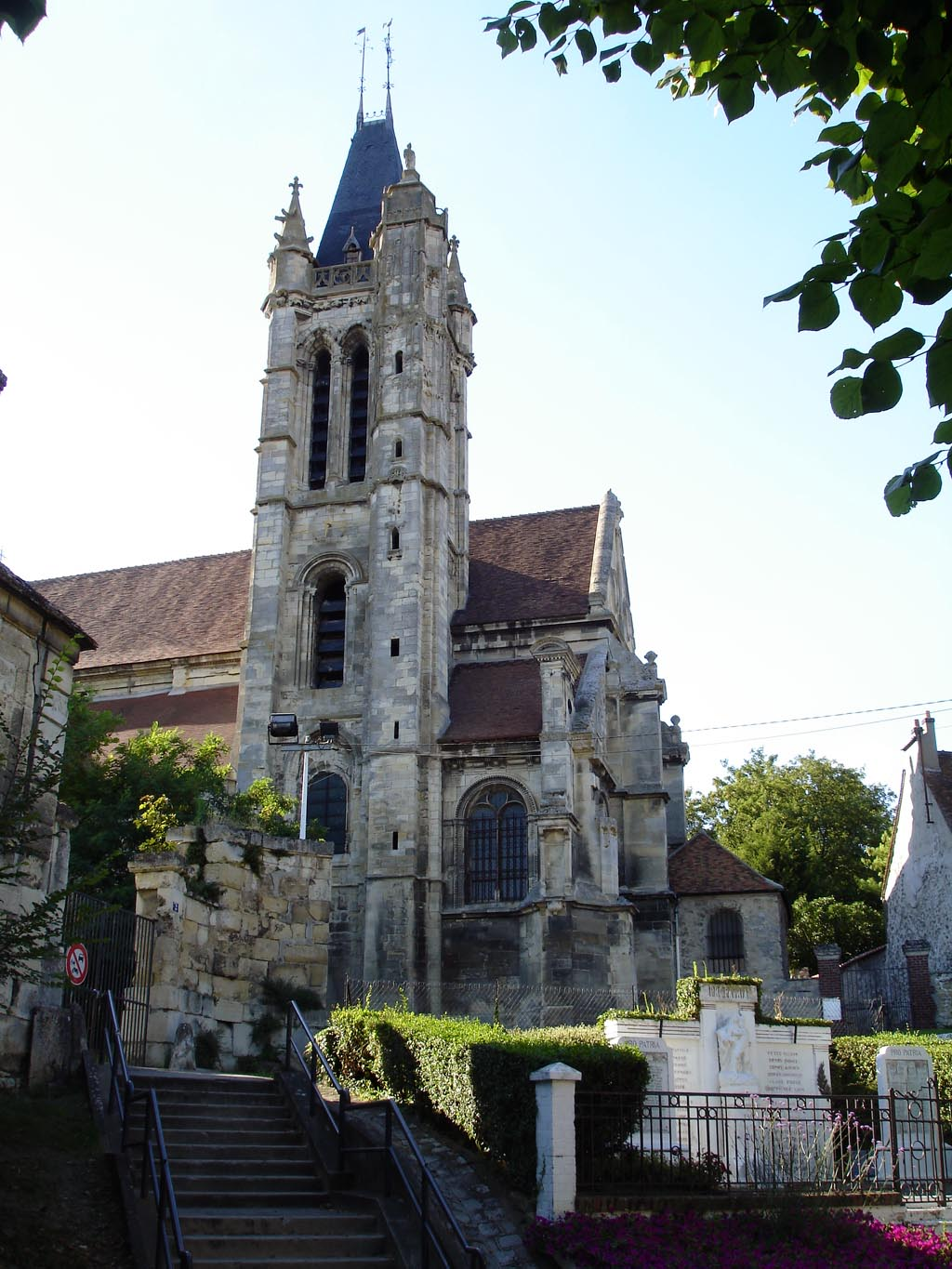
サン＝ピエール・エ・サン＝ポール教会

メロヴィング朝時代から、現在のグッサンヴィルの地は所有者の名前で呼ばれていた。当時の名はGunsanevillaといい、『Gunsanaのヴィッラ』を意味している。Gunsanaとは、クロタール1世の妻の一人の名であった。
カロリング朝時代の831年、初めてグッサンヴィルの名が記された。当時サン＝ドニ修道院が領主となっていた。
1645年、ルイ14世はニコラ・ド・ニコレをグッサンヴィル侯爵とした。ニコレ家の紋章は、現在コミューンの紋章となっている。
ナポレオン1世の宮廷官吏で最後のグッサンヴィル領主、エイマール・ド・ニコレは、1807年から1812年までグッサンヴィル市長を務めた。グッサンヴィルの荘園はニコレの相続人がテオドール・フラパールへ売却し、フラパールは古い城のあった場所に1860年に邸宅を建てた。フラパールの子孫が今も所有している。普仏戦争中の1870年、プロイセン軍がグッサンヴィルを占領し、歴史ある建物を破壊し、住宅に放火した。
鉄道が開通すると、駅周辺に工房や工場ができた。
1923年、グランジュ・デ・ヌエ地区（Grange des Noues）の土地が400平方メートルに分割され、労働者や小規模投資家に売却された。戦間期の20年間で、グッサンヴィルの人口は7000人に達した。1950年代から低所得者層対象の集合住宅ができ、都市化が進んで新たなギムナジウム、学校、劇場が建てられた。シャルル・ド・ゴール空港の開港は、グッサンヴィル旧市街の衰退をもたらした。ひどい騒音問題に悩まされることになったからである。人々が放置した家屋は、パリ航空局が買い取りを命じられた。
1973年6月3日、パリ航空ショー開催中、Tu-144がグッサンヴィルに墜落した。住宅や学校（幸運にもその日は休校だった）6軒が破壊され、航空機のクルー6人全員と、地上にいた8人が死亡した。
21世紀になると、およそ30年もの間放置されてきたグッサンヴィル旧市街の荒廃が問題となった。歴史的中心部は、現代都市の中のゴーストタウンであった。屋根が壊れたり、状態の悪化した家屋にはごくわずかに農家や大工が暮らしているだけだった。歴史的記念物とされた教会もこの区域内であった。2005年に県知事が家屋の解体を許可し、教会の修復や都市再生計画が始まった。